# Griselda (Scarlatti)
Pour les articles homonymes, voir Griselda.
Griselda est un opera seria en trois actes du compositeur italien Alessandro Scarlatti, le plus tardif des opéras de Scarlatti à nous être parvenu. Le livret est d'Apostolo Zeno, dans une version révisée de Francesco Maria Ruspoli. Zeno a écrit son livret en 1701 et il avait déjà été utilisé par Antonio Pollarolo et Antonio Maria Bononcini (Albinoni, Giovanni Bononcini et Vivaldi l'emploieront également plus tard). Il est basé sur l'histoire de Griselda tirée du Décaméron de Boccace. L'opéra de Scarlatti est créé au Teatro Capranica, à Rome, en janvier 1721, avec une distribution entièrement composée d'hommes (cinq castrats et un ténor).

## Rôles
| Rôle                               | Type de voix               | Distribution de la création Chef d'orchestre : Nicola Fabio |
| ---------------------------------- | -------------------------- | ----------------------------------------------------------- |
| Gualtiero, Roi de Sicile           | castrat (contralto)        | Antonio Bernacchi                                           |
| Griselda, sa femme                 | castrat (soprano travesti) | Giacinto Fontana « Farfallino »                             |
| Costanza, leur fille               | castrat (soprano travesti) | Giovanni Carestini                                          |
| Ottone, un noble de la cour        | castrat (contralto)        | Andrea Pacini                                               |
| Corrado, Prince d'Apulie           | ténor                      | Matteo Luchini                                              |
| Roberto, le jeune frère de Corrado | castrat (soprano)          | Bartolomeo Bartoli                                          |
| Everardo, le fils de Griselda      | muet                       |                                                             |

## Argument
Le chevalier Gualtiero est amoureux de la paysanne Griselda et « la soumet à de continuelles épreuves pour vérifier l'authenticité de son amour. »

### Acte 1
Plusieurs années avant le début de l'action, Gualtiero, Roi de Sicile, avait épousé une pauvre bergère, Griselda. Le mariage n'était pas populaire parmi la population. Ainsi, quand une fille, Costanza, est née, le roi dut faire semblant de l'avoir tuée, mais en vérité il l'envoya secrètement chez le prince Corrado des Pouilles pour qu'elle y soit élevée. Mais, pour faire face à une rébellion des Siciliens, Gualtiero est forcé de renoncer à Griselda et promet de prendre une nouvelle épouse. On lui propose Costanza, qui ignore sa véritable filiation. Elle est amoureuse du jeune frère de Corrado, Roberto, et la pensée d'être forcée de se marier à Gualtiero la met au désespoir.

### Acte 2
Griselda retourne dans sa maison à la campagne où elle est poursuivie par le courtisan Ottone, qui est amoureux d'elle. Elle rejette avec colère ses avances. Gualtiero et sa suite vont à la chasse et traversent la maison de Griselda. Gualtiero déjoue une tentative d'Ottone pour kidnapper Griselda et lui permet de se présenter à la cour, mais seulement en tant qu'esclave de Costanza.

### Acte 3
Ottone poursuit encore résolument Griselda et Gualtiero lui promet sa main pour quand il sera marié à Costanza. Griselda déclare qu'elle aimerait mieux mourir et, mû par sa fidélité, Gualtiero la ramène comme son épouse. Il révèle la véritable identité de Costanza et lui permet de se marier à Roberto.

## Enregistrement
- Griselda - Lawrence Zazzo, Dorothea Röschmann, Verónica Cangemi, Silvia Tro Santafé, Kobie van Rensburg, Bernarda Fink, Akademie für Alte Musik Berlin dirigé par René Jacobs (Harmonia Mundi, 2003)[3].

## Sources
- Gino Negri et Cesare Fertonani, L'Opéra italien : histoire, traditions, répertoire, Paris, Flammarion, 1987, 347 p. (ISBN 2-08-012059-X, OCLC 319758592, BNF 43175344)
- The Viking Opera Guide éd. Holden (Viking, 1993)
- Dorsi, Frabrizio & Rausa, Giuseppe, Storia dell'opera italiana, Torino, B. Mondadori, 2000, pp. 75-76.  (ISBN 978-88-424-9408-9) (en italien)
- Livret : Griselda : Dramma per Musica, Roma : Tinassi, 1721 (extrait sur italianopera.org, vérifié le 19 janvier 2014) (en italien)
- Del Teatro (en italien)
- Griselda sur Opéra baroque.fr
- Note discographique du livret de l'enregistrement de René Jacobs